# Manco Cápac
Az inka mitológia szerint Manco Cápac (Kecsua nyelven: Manqo Qhapaq vagy Manku Qhapaq, a Capac durva fordításban "hadúr"-t jelent) a Cuzcói Királyság első uralkodója volt. Származásával kapcsolatban számtalan történet létezik.

## Inti legenda
Az Inti legenda szerint Manco Cápac Inti napisten és Mama Killa (más formában leírva Mama Quilla) holdistennő fia, Pacha Kamaq pedig a testvére. Az inkák magát Manco Cápacot is napistenként és tűzistenként tisztelték. A történet szerint testvéreivel együtt az istenek felküldték őt a föld felszínére. A Pacaritambo nevű barlangból bukkant elő egy arany bottal a kezében, amit "tapac-yauri"-nak neveztek. Manco azt az utasítást kapta, hogy építse meg a Nap Templomát ott, ahol a botja a talajba süppedt.

## Viracocha legenda
A Viracocha legenda szerint Manco Cápac(Ayar Manco) Viracocha isten gyermeke. Testvéreivel (Ayar Anca, Ayar Cachi, Ayar Uchu, Mama Ocllo, Mama Huaco, Mama Raua és Mama Cura) együtt a Cuzco melletti Pacari-Tambu-ban élt, és megkísérelték egyesíteni a Cuzco Völgyben élő indián törzseket. A legendában szintén felbukkan az arany bot. Egyes változatok szerint a fiatal Manco elárulta idősebb testvéreit, majd miután megölte őket Cuzco egyedüli urává vált.

## Élete
Manco Capac negyven évig uralkodott Cuzcoban. Megalkotta a Törvények Könyvét, és úgy vélt, hogy betiltotta az emberáldozatokat. A Törvények Könyve megtiltotta a testvérházasságot, ám ez a szabály nem vonatkozott az inka nemességre, így feleségül vette saját testvérét, Mama Ocllo-t vagy Mama Cello-t. Roca nevű gyermekük lett a következő Sapa inka. A legenda szerint 1230-ig uralkodott.